# Melanocacus mungo
Melanocacus mungo är en trollsländeart som först beskrevs av James George Needham 1940.  Melanocacus mungo ingår i släktet Melanocacus och familjen flodtrollsländor. IUCN kategoriserar arten globalt som livskraftig. Inga underarter finns listade i Catalogue of Life.